# Claude-René Guezno de Penanster
Claude-Marie-René Guezno (ou Guesno) de Penanster, dit La Brousse, ou Vochel et Coco, né le 25 mars 1773 au manoir (ou maison forestière) de la Coudraie (ou Coudraye) à Huelgoat dans le Finistère, mort le 9 février 1840 à Ploubezre en France, est un chef chouan pendant la Révolution française.

## Biographie
Fils de Claude Louis Guezno, sieur de Penanster, conseiller du roi, maître des Eaux et Forêts pour les trois évéchés de Léon, Tréguier et Cornouaille et de Marie-Charlotte Digaultray.  
Il entre dans la marine à quinze ans et de 1788 à 1790 est aspirant sur la frégate La Nymphe, et passe trois ans à Saint-Domingue et à l'Ile Bourbon.  
Il fut capitaine dans l'armée du Rhin de 1792 à 1794. À la suite du mariage de sa sœur Louise Marthe, avec Joseph Laurent Even à Rostrenen, il quitte les armées de la république en 1795, rejoignant à vingt ans les rangs des chouans dans le premier bataillon des Côtes-du-Nord. Il prit alors le nom de « capitaine de la Brousse », et mena ses opérations dans tout le pays situé entre Gourin et Le Faouët, à la lisière des trois nouveaux départements bretons. 
Chef de la chouannerie dans le nord du Morbihan, et proche de Georges Cadoudal, il refusa le traité de La Mabilais en 1795. Pendant l'expédition de Quiberon il tint en échec les garnisons de Carhaix et de Rostrenen. Le 16 juin 1795, juste avant ce débarquement de Quiberon, il avait monté une vaste opération avec Lantivy, Leissègnes, Jean Jan, prenant la poudrière de Pont-de-Buis. Il s'empara ensuite de Carhaix. 
Son cousin[réf. nécessaire] préfet de Côtes-du-Nord et ancien député de la Convention, lui écrivit un jour : « Mon cousin si je vous prends je vous ferai raccourcir ! »  Ce à quoi Claude Guesno de Penanster lui répondit : « Mon cousin, si je vous prends, je vous ferai allonger. » 
Commandant en 1797 et 1798, puis major de 1799 à 1801 du quatrième bataillon de la septième légion de Vannes aux ordres du général Le Paige de Bar,. 
Capturé et envoyé à la prison de Saint-Brieuc, il en fut délivré grâce à Le Paige de Bar, Mercier et de Saint-Régent qui prirent Saint-Brieuc dans la nuit du 25 au 26 octobre 1799, parmi les trois cents prisonniers royalistes libérés, Yves Hamon devait être décapité le matin à sept heures, mais fut délivré à temps[réf. nécessaire]. 
Le 23 janvier 1800 Claude-René de Penanster se battit à Grand-Champ près de Vannes, contre le général Harty.
Émigré en Angleterre avec Cadoudal vers 1802, il y fut décoré de l'ordre de Saint-Louis et reçut le brevet de colonel des mains de Louis XVIII. II fut ensuite aide de camp de monsieur de Puisaye. 
Rentré en France en 1814, dix ans après la mort de son vieil ami Cadoudal, il souleva le Morbihan pendant l’insurrection des Cent-Jours. Il se distingua à Sarzeau, Muzillac et Auray. 
Nommé commandant de la garde nationale de Vannes à la seconde Restauration, puis à la retraite, déçu par l'attitude des Bourbons, il meurt à Ploubezre le 9 février 1840. Il est inhumé en la chapelle familiale de Runfao (château de Kergrist)[réf. nécessaire].

## Source partielle
- Correspondance du duc d'Enghien (1801-1804) et documents sur son enlèvement et sa mort. Le licenciement, la conspiration de Georges, publiés pour la Société d'histoire contemporaine, par le Comte Boulay de la Meurthe. A. Picard et fils (Paris). 1904-1913.